# Battaglia degli Altipiani
La battaglia degli Altipiani (Österreich-Ungarns Südtiroloffensive 1916, o solamente Südtiroloffensive, nelle nazioni di lingua tedesca) fu lo scontro che, durante la prima guerra mondiale, ebbe luogo nella primavera del 1916 sugli altipiani di confine tra Veneto e Trentino tra l'Imperiale e regio esercito austroungarico e il Regio Esercito italiano, comandati rispettivamente da Franz Conrad von Hötzendorf e Luigi Cadorna. La battaglia nella storiografia imperiale è nota con il nome di Frühjahrsoffensive (in italiano Offensiva di primavera) o anche Maioffensive o Südtiroloffensive  (in italiano Offensiva di Maggio o Offensiva del Sud Tirolo). 
L'offensiva austriaca è poi conosciuta in Italia anche con il termine di Strafexpedition (in italiano Spedizione punitiva). Questa denominazione non ha riscontri nella documentazione ufficiale austriaca del tempo ed è considerata di origine popolare per sottolineare la presunta volontà dell'Austria di punire l'Italia per l'entrata in guerra a fianco dell'Intesa. Questa fu anche l'unica offensiva austriaca sul fronte italiano tra l'entrata in guerra dell'Italia nel 1915 e l'offensiva di Caporetto dell'ottobre 1917. La battaglia durò dal 15 maggio 1916 al 27 luglio 1916. L'offensiva austriaca si esaurì il 16 giugno 1916; da quella data fino al 27 luglio ebbe invece luogo la controffensiva italiana.
Questa battaglia segnò la volontà austriaca di condurre un'offensiva su grande scala che avrebbe permesso all'esercito imperiale di invadere la pianura veneta e isolare il fronte dell'Isonzo dal resto della penisola italiana. Tuttavia, le difficoltà logistiche dell'Austria-Ungheria, l'Offensiva Brusilov sul fronte orientale, e l'afflusso di rinforzi italiani decretarono il fallimento dei piani asburgici, con l'esercito imperiale che decise di ripiegare su posizioni più facilmente difendibili. Si stima che, al termine della battaglia, le perdite italiane ammontarono a quasi 150000 uomini e quelle austriache a circa 83000 uomini.

## Premesse
In seguito all'annessione del Veneto al Regno d'Italia, il Trentino (o Tirolo meridionale) rappresentava un pericoloso saliente in territorio italiano e una minaccia per eventuali operazioni militari sul fronte dell'Isonzo. Infatti, un'ipotetica offensiva austriaca dai confini meridionali del Trentino avrebbe potuto dilagare nella pianura veneta tagliando fuori dalle linee di rifornimento le armate italiane operanti nella Venezia-Giulia. Conscio di questo, vista la centralità che il fronte orientale rappresentava nei piani strategici a partire dall'inizio del XX secolo e data l'intrinseca difficoltà di manovrare in territorio montano, sin dallo scoppio della prima guerra mondiale lo Stato Maggiore italiano impostò una guerra puramente difensiva sul fronte che andava dallo Stelvio al Cadore e che nel 1915 fu affidato alla 1ª Armata. Al contrario, l'offensiva sarebbe stata riservata alla 3ª Armata sul Carso supportata dalla 4ª Armata nel Cadore. Inoltre, il saliente Trentino faceva sì che l'Austria disponesse del controllo di tutti gli accessi alla pianura veneto-friulana dal versante alpino. Oltre a ciò, tagliava a metà le vie di comunicazione italiane tra i bacini dell'Adda, dell'Oglio e del Chiese e quelli del Brenta e del Piave, rendendo lunghe e disagevoli le comunicazioni lungo la direttrice est-ovest.
Consapevole del vantaggio strategico offerto dal saliente Trentino, l'imperiale e regio capo di stato maggiore Franz Conrad von Hötzendorf già da tempo propugnava l'idea di una guerra preventiva contro l'Italia tramite un'offensiva che partisse dagli altipiani di Folgaria-Lavarone-Luserna e avanzasse fino al mare tagliando fuori il Friuli e il fronte dell'Isonzo dal resto della penisola. A questo scopo, tra il 1907 e il 1915 aveva fatto costruire una formidabile linea fortificata imperniata su sette forti corazzati e che andava dal Dosso del Sommo al Pizzo di Levico. Questa linea difensiva seguiva i dettami della teoria del minimo sacrificio territoriale introdotta da Julius Vogl alla fine del XIX secolo. Tale teoria prevedeva che la difesa del territorio non dovesse avvenire su singole piazzeforti, come Trento o Fortezza, ma fosse compito di una linea di difesa di confine assorbire l'urto iniziale dell'offensiva nemica garantendosi alle spalle uno spazio di manovra adeguato per radunare truppe e rifornimenti in vista di una controffensiva.

### Versante italiano
Fu proprio contro la linea fortificata degli altipiani che si infransero gli assalti italiani sul fronte Folgaria-Lavarone-Luserna tra il maggio e il settembre del 1915. Infatti, ignorando i continui ordini di Cadorna affinché si mantenesse un atteggiamento puramente difensivo e si rafforzassero le difese, il tenente generale Roberto Brusati, comandante della 1ª Armata, si votò all'offensiva conducendo ripetuti attacchi contro i forti degli altipiani covando l'ambizione di superare questa linea fortificata per raggiungere la cintura della Fortezza di Trento. In questo modo sperava di spostare il centro di gravità dell'offensiva dalla fronte Giulia a quella trentina. Questi dispendiosi e continui attacchi frontali contro una linea fortificata, insieme ai tentativi di avanzata in Valsugana, non ebbero altro risultato che il sacrificio di migliaia di uomini e lo schieramento delle fanterie italiane su posizioni deboli e difficilmente difendibili. Per questo, tutti i mesi di settembre e ottobre 1915 furono impiegati in attacchi senza successo volti a consolidare il fronte e ad attestarsi su posizioni più vantaggiose soprattutto in Valsugana, con il solo risultato di logorare ulteriormente le truppe ormai sull'orlo dello sfinimento fisico, morale e materiale. Inoltre, la dottrina propugnata da Cadorna della difesa ad oltranza e il rifiuto di ripiegare dal terreno conquistato per ragioni strategiche, pena l'accusa di fallimento, spinsero Brusati a non considerare l'idea di arretrare su posizioni più facilmente difendibili e/o realizzare una linea di difesa arretrata su cui spostarsi in caso di attacco, scegliendo invece di continuare ad attaccare su una linea più estesa, poco profonda, insidiosa e senza adeguata protezione. Questo atteggiamento, che sarebbe stato mantenuto anche all'inizio del 1916, avrebbe avuto conseguenze pesantissime in occasione dell'offensiva austriaca. L'inadeguatezza e l'impreparazione delle linee di difesa della 1ª armata vennero poi descritte con vena polemica dal tenente Attilio Frescura:
E da Roberto Bencivegna:
Lo stesso Cadorna, ricordando un'ispezione al fronte della 1ª Armata sugli altipiani a inizio maggio 1916, scrisse nelle sue memorie:

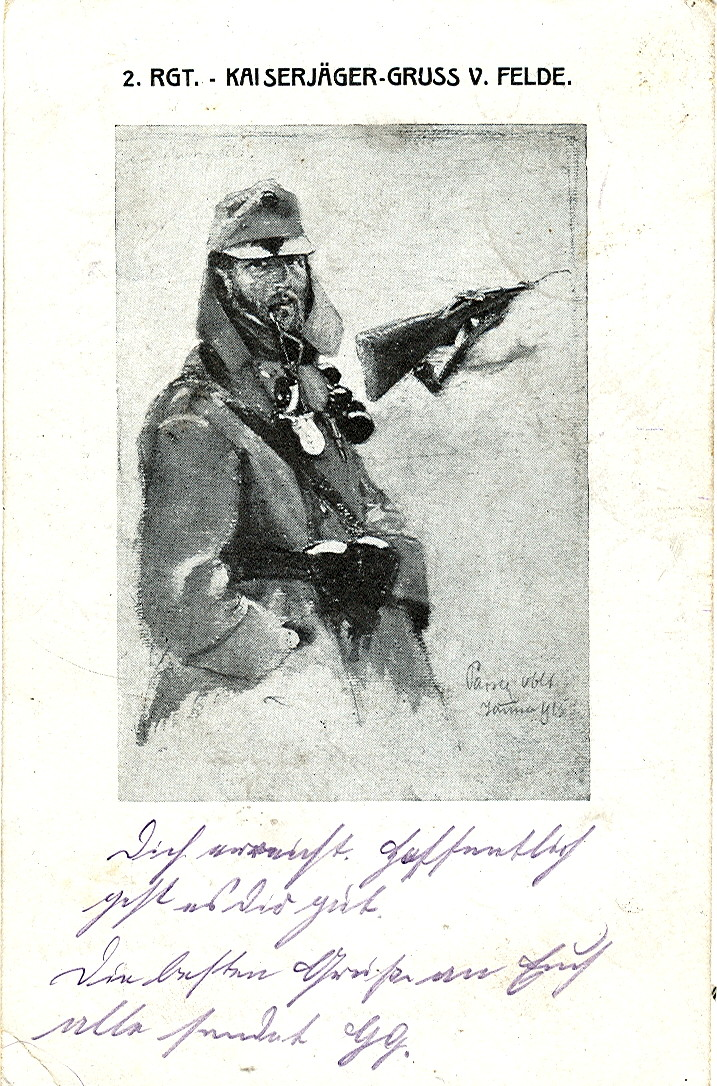
Cartolina militare austriaca del 1916, spedita dal fronte, con raffigurato un Kaiserjäger

Verificate quindi di persona le inadempienze di Brusati a quegli ordini che lo avrebbero obbligato a rimanere sulla difensiva, Cadorna decise il suo esonero dal comando l'8 maggio 1916 e la sua sostituzione con Guglielmo Pecori Giraldi.

### Versante austriaco
Allo scoppio dell ostilità con l'Italia, le truppe austriache cedettero progressivamente alcune porzioni di territorio mentre ripiegavano dietro la Tiroler Widerstandslinie, approntata tra 1914 e 1915 come linea di resistenza. Di conseguenza, le linee italiane avanzarono fino a trovarsi a ridosso di un complesso sistema di fortificazioni che si mostrava particolarmente formidabile proprio nel settore Folgaria-Lavarone-Luserna. Gli assalti italiani in quest'area furono accompagnati da pesantissimi bombardamenti di artiglieria. Si stima che tra il 24 e il 28 maggio 1915 sul solo Forte Luserna siano caduti 5000 proiettili e tra il maggio e l'agosto 1915 il Forte Verle sia stato oggetto di una serie di bombardamenti in cui complessivamente furono sparati più di 9000 colpi. Tuttavia, i forti austriaci, dopo aver constatato gli effetti distruttivi del nuovo mortaio d'assedio Škoda da 305 mm, erano stati realizzati secondo le più recenti tecniche costruttive in fatto di ingegneria militare e con un massiccio uso di calcestruzzo rinforzato da putrelle d'acciaio. Questo fece sì che potessero resistere ai colpi dell'artiglieria italiana, che nei primi mesi di guerra scarseggiava in fatto di parco d'assedio e non schierava cannoni con un calibro superiore a 280 mm, mantenendo solida la linea difensiva degli altipiani. Solo il Forte Luserna, essendo sull'orlo della distruzione, il 25 maggio issò bandiera bianca. Tuttavia, la mancanza di una pronta reazione italiana e l'immediata risposta austriaca fecero sì che il forte rimanesse saldamente in mani austriache. Una volta che gli assalti italiani cessarono, i forti vennero rimessi in piena efficienza e avrebbero sparato i primi colpi di artiglieria che avrebbero dato il via all'offensiva di primavera.

## I preparativi austro-ungarici

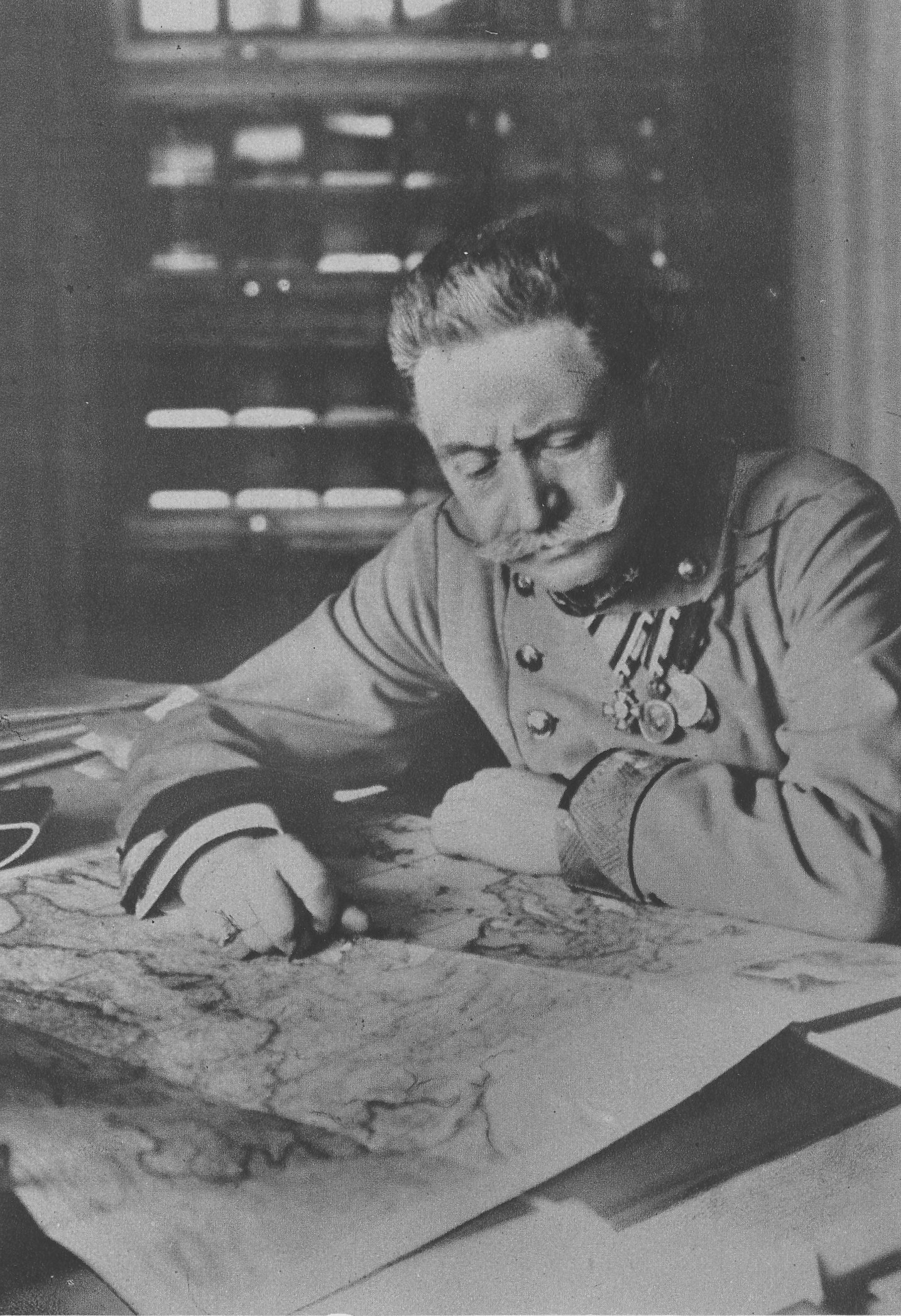
Il capo di stato maggiore dell'imperiale e regio esercito austro-ungarico Franz Conrad von Hötzendorf.

I preparativi per la battaglia iniziarono nel dicembre 1915, quando Conrad propose al suo omologo tedesco, il generale Erich von Falkenhayn, di impiegare truppe tedesche sul fronte italiano o almeno lo spostamento di un certo numero di divisioni tedesche in Galizia per permettere l'afflusso di più unità austriache in Tirolo. Dopo aver ricevuto un diniego da parte del tedesco, già impegnato nei preparativi per la Battaglia di Verdun, Conrad si decise ad operare autonomamente sancendo una prima rottura tra i comandi austriaco e tedesco. Visti i recenti successi austriaci in Montenegro, l'austriaco era infatti fiducioso di poter sconfiggere l'Italia anche senza l'aiuto tedesco.

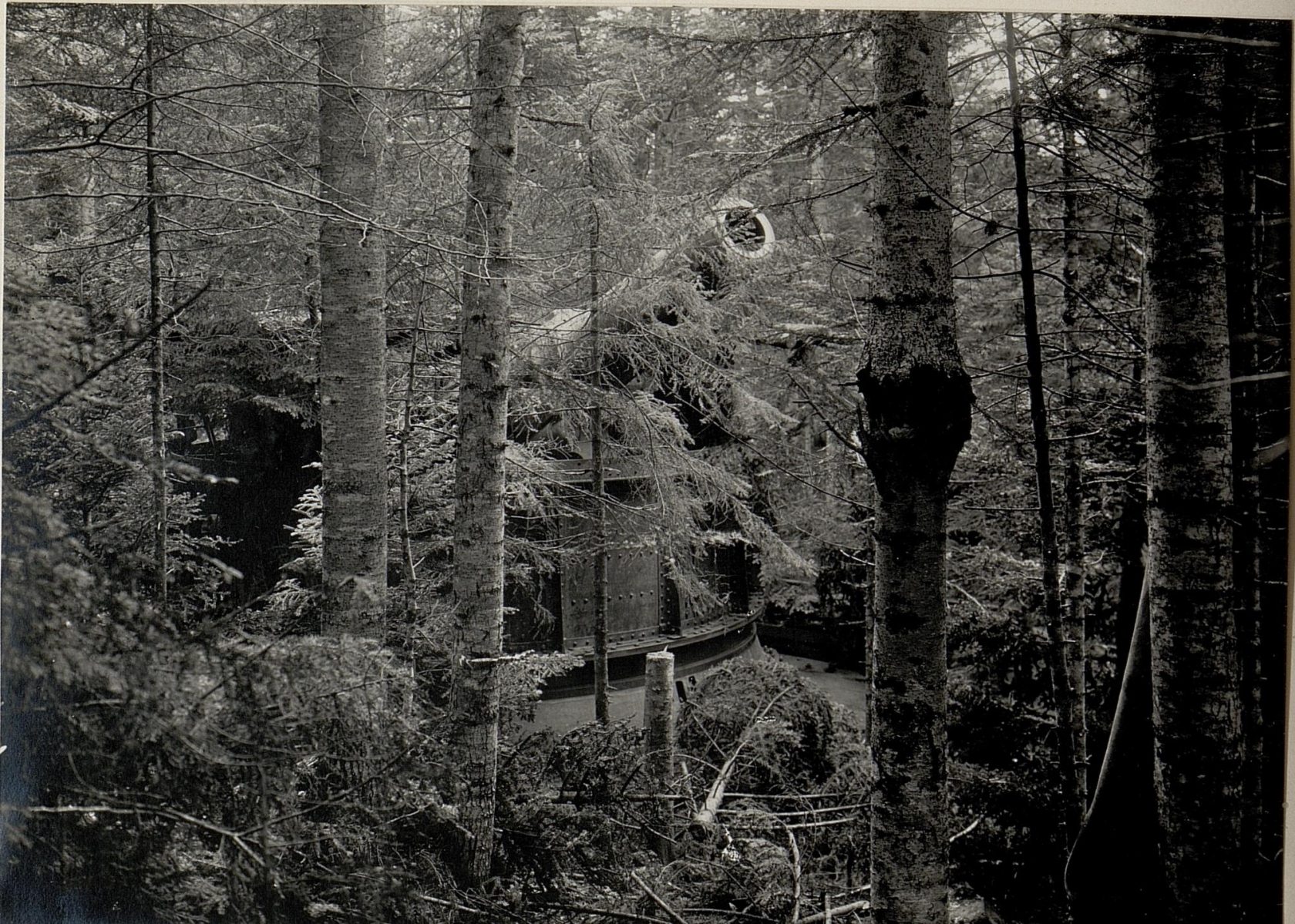
Obice d'assedio da 42 cm in posizione a Monte Rovere alla vigilia dell'offensiva.

Il piano originario, messo a punto con la collaborazione dell'Arciduca Eugenio e dei comandanti d'armata in Trentino, prevedeva che l'11ª armata del generale Viktor Dankl von Krasnik attaccasse con uno schieramento a freccia nel modo seguente: XX corpo d'armata al centro in direzione di Arsiero; l'VIII sulla destra verso il Coni Zugna-Passo della Borcola; III a sinistra in direzione Asiago. La data di inizio delle operazioni venne fissata per i primi di aprile. Nonostante ciò, i comandanti austriaci commisero diversi errori di valutazione. In primo luogo, Conrad ritenne che la relativa tranquillità del fronte orientale potesse lasciar presupporre che lo sarebbe rimasto ancora per qualche tempo e che quindi si potesse trasferire gran parte delle truppe migliori in Italia, soprattutto dopo che un'improvvisata offensiva russa era stata respinta nel gennaio 1916. In secondo luogo, per la buona riuscita dell'operazione non tennero conto né delle difficoltà logistiche del far affluire un enorme mole di soldati e armamenti in un territorio montano, né del terreno impervio che avrebbe rallentato, se non ostacolato del tutto, i rifornimenti durante l'avanzata, né del meteo avverso.
Aprile si rivelò infatti una data eccessivamente ottimistica per l'inizio dell'offensiva. Nei mesi precedenti, in Tirolo cominciarono ad affluire uomini, mezzi, armamenti e rifornimenti imponenti. Tuttavia non fu un'impresa facile per via della necessità di non destare sospetti nel nemico e per le difficoltà di un sistema viario e ferroviario sottodimensionato ed esposto al maltempo. Maltempo che, tra marzo e aprile, costrinse a ridurre l'afflusso dei convogli ferroviari, ostacolò il traffico stradale e fece avariare i rifornimenti e le derrate alimentari esposte alle intemperie. Queste difficoltà spinsero infine Conrad a posticipare l'inizio dell'operazione al 15 maggio per permettere a migliaia di soldati ed operai militarizzati di sgomberare e ripristinare sentieri e mulattiere, di costruire magazzini e nuove teleferiche e approntare nuovi ricoveri per la truppa. Si stima che prima dell'offensiva sugli altipiani siano state trasportate 18000 tonnellate di munizioni e materiale vario, 280 battaglioni (circa 300000 uomini) e 1447 pezzi di artiglieria trasferiti da altri fronti, tra i quali alcuni pezzi navali da 38 cm e 42 cm .
Il ritardo nell'inizio delle operazioni portò a nuovi contrasti tra Conrad e il comando tedesco. Von Falkenhayn riteneva ormai vanificato l'effetto sorpresa e fece pressioni affinché l'offensiva non avesse luogo per concentrarsi sul solo fronte occidentale. Quest'ulteriore rottura con i tedeschi portò ad una frammentazione dei comandi locali e ad una modifica dei piani austriaci che avrebbe allargato il fronte: l'11ª armata avrebbe attaccato verso Schio e Vicenza attraverso la Vallarsa mentre la 3ª armata di Kövess avrebbe attaccato verso Asiago e, attraverso la Valsugana, verso Bassano del Grappa.

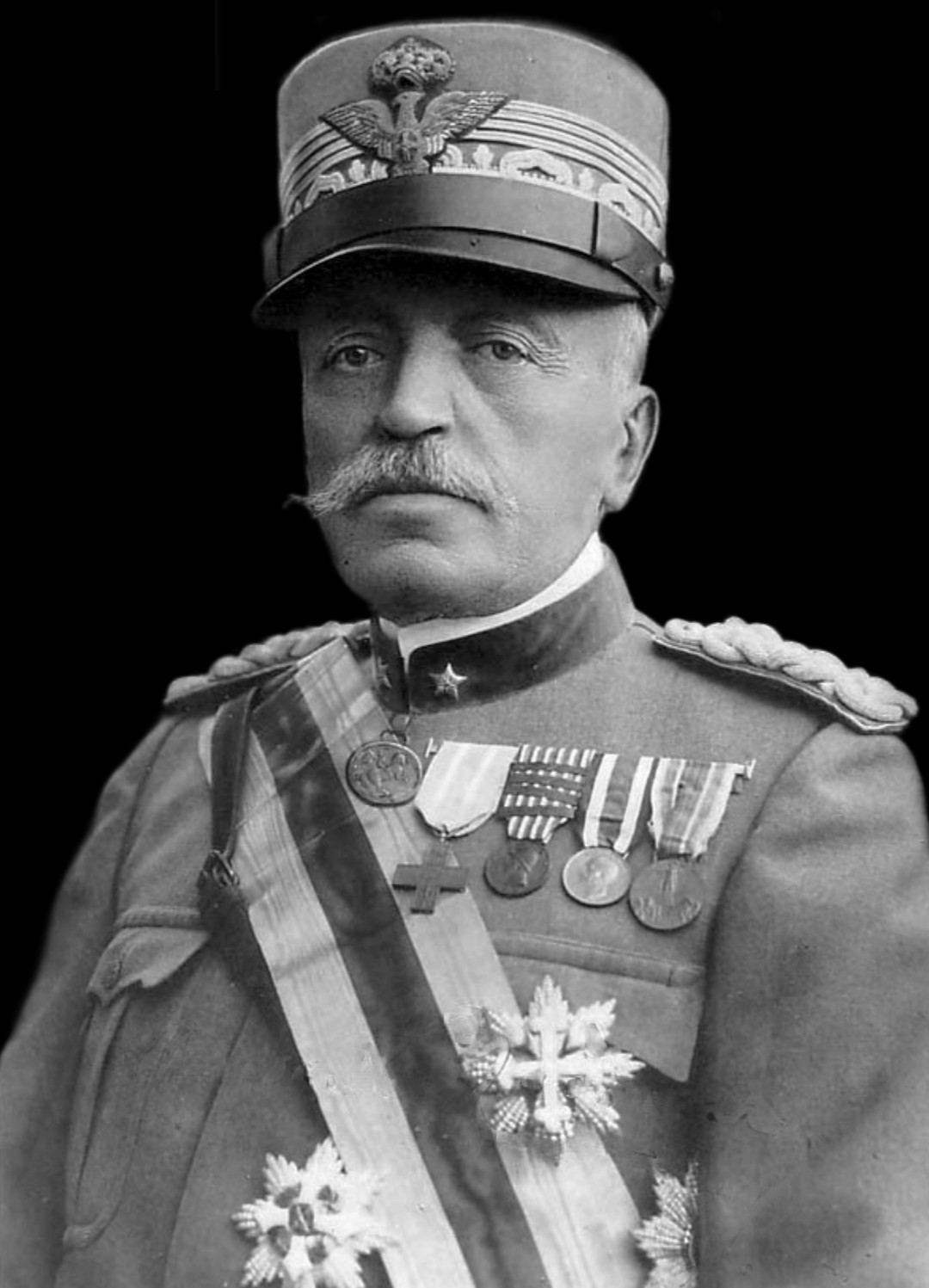
Il capo di stato maggiore del Regio Esercito Luigi Cadorna

### La reazione italiana
Von Falkenhayn aveva ragione ma, fortunatamente per Conrad, lo Stato Maggiore italiano ignorò tutti i segnali che esplicitavano le intenzioni austriache mantenendo paradossalmente l'effetto sorpresa. Sin dagli inizi del 1916, il servizio informazioni della 1ª Armata iniziò a raccogliere prove sempre più concrete di un movimento anomalo di uomini e mezzi in Trentino. Il 1º aprile l'Ufficio informazioni della 1ª Armata rilasciò il bollettino n° 75 che concludeva con la deduzione che gli austriaci stessero preparando un'offensiva imminente tra Vallagarina e Valsugana. Nonostante ciò, gli ufficiali dello Stato Maggiore dell'esercito continuarono ad ignorare avvertimenti e richieste di rinforzi ritenendo inverosimili e inattendibili le informazioni raccolte fino a quel momento con il risultato che, a meno di una settimana dall'inizio dell'offensiva, Cadorna continuava a professare pubblicamente il fatto che non credesse alla possibilità di un'offensiva.
Nelle sue memorie, Cadorna si giustificò sostenendo che le ragioni per cui non credeva alla possibilità di un'offensiva erano la consapevolezza dell'imminenza dell'Offensiva Brusilov a oriente, il fatto che sembrasse impossibile che gli austriaci potessero scegliere l'impervio territorio trentino come luogo di scontro e, infine, perché riteneva impossibile che Conrad potesse raggiungere i suoi obiettivi con le poche truppe schierate in Trentino. Naturalmente, oltre a risultare considerazioni scritte a posteriori, tutto questo non coincideva con le evidenze raccolte dal servizio informazioni e con quanto si avvertiva sul fronte della 1ª Armata risultando nei fatti un grossolano errore di valutazione.

## Lo scontro
Chi ha assistito agli avvenimenti di quel giorno, credo che li rivedrà in punto di morte»
(Emilio Lussu, Un anno sull'Altipiano)
(Alfredo Graziani, tenente della brigata Sassari)
(Tullio Urangia Tazzoli, ufficiale di fanteria)
(Giuseppe Tommasi, ufficiale della brigata Sassari.)

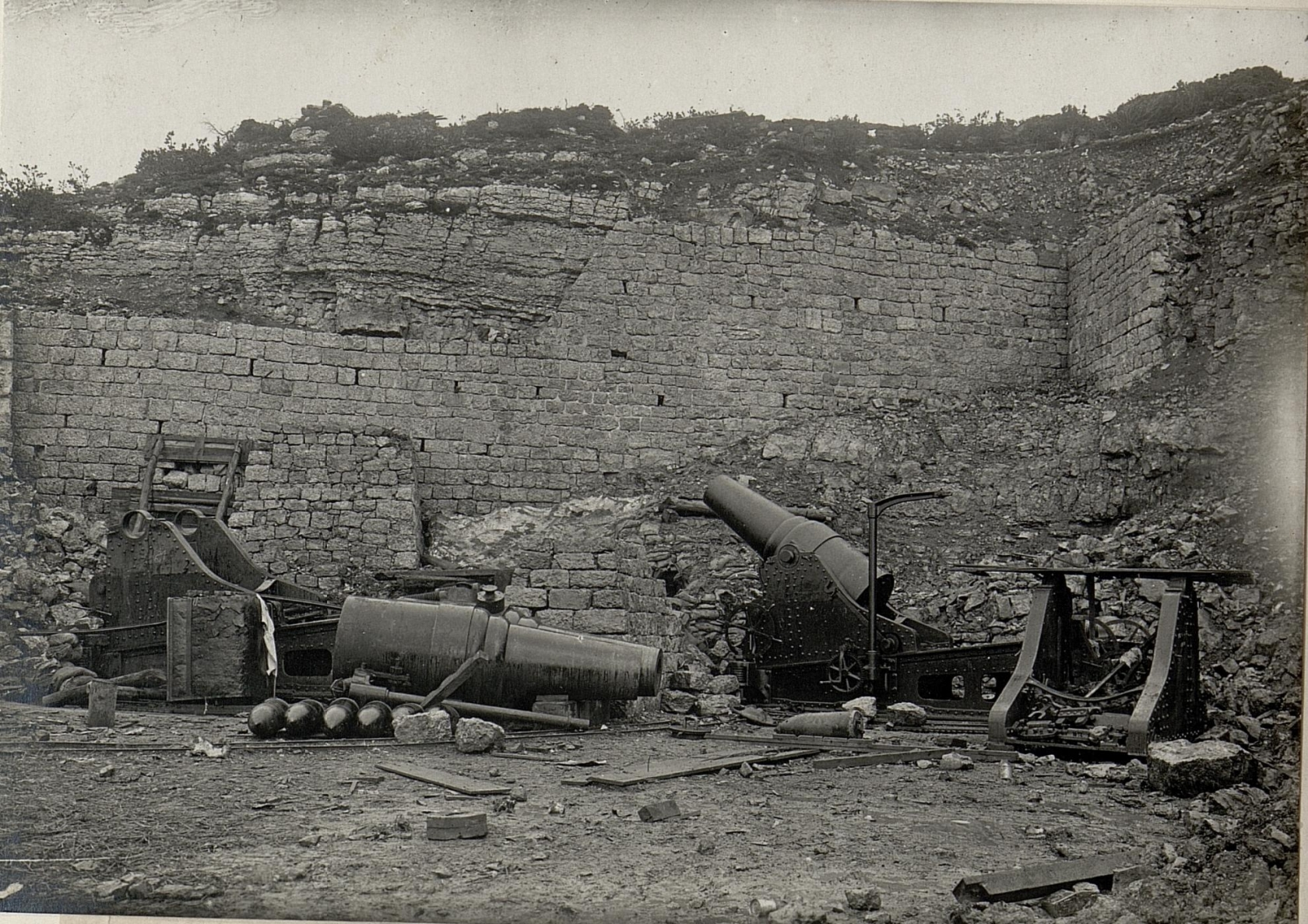
Batterie italiane abbandonate sul forte Campomolon a seguito dell'avanzata nemica

Alle 6 del mattino del 15 maggio, quasi 1500 cannoni aprirono il fuoco sulle linee italiane e alle 9 iniziò il bombardamento a tappeto seguito dall'avanzata delle prime linee che di fatto colse impreparati i comandi locali italiani. L'artiglieria italiana, inferiore di numero e di potenza, non fu in grado di reagire e rallentare l'avanzata avversaria con un fuoco di sbarramento: fu travolta dall'avanzata in quanto troppo vicina alle prime linee per assecondare la dottrina offensiva di Brusati. Le fanterie italiane, scioccate da una potenza di fuoco mai vista prima sul fronte italiano e impossibilitate a reagire, si arresero o si ritirarono disordinatamente su linee di difesa improvvisate che cadevano a poco a poco. I forti italiani in Veneto (Forte Campolongo, Forte Campomolon, Forte Verena, ecc...) furono annientati dai colpi dei mortai d'assedio. Tra il 15 e il 20 maggio si registrarono 15931 perdite italiane (850 morti, 4021 feriti, 11060 dispersi di cui 6800 prigionieri). Il 25 maggio le linee austriache raggiunsero il loro punto di massima penetrazione ad Arsiero e il 28 maggio reparti della 3ª armata occuparono Asiago.

Asiago in fiamme, maggio 1916

Se da un lato gli austriaci misero in campo una superiorità assoluta di artiglieria e uomini, il comando supremo italiano cercò di trasferire il confronto sul piano della logistica e della superiorità numerica inviando quanti più uomini nel minor tempo possibile verso il fronte. Già dal 16 maggio cominciarono ad affluire rinforzi dalle divisioni schierate sulla fronte Giulia per costituire la neonata 5ª armata, comandata da Pietro Frugoni, e in 11 giorni furono trasferiti sugli altipiani 100000 uomini con un'imponente operazione logistica che coinvolse Veneto e Friuli. Appena giunti in Veneto, questi uomini vennero inviati al fronte senza alcuna preparazione, equipaggiamento da montagna, mappe del fronte, né ordini adeguati, spesso dopo marce di trasferimento in montagna lunghe ed estenuanti, privi di acqua e cibo. Intere brigate furono annientate.

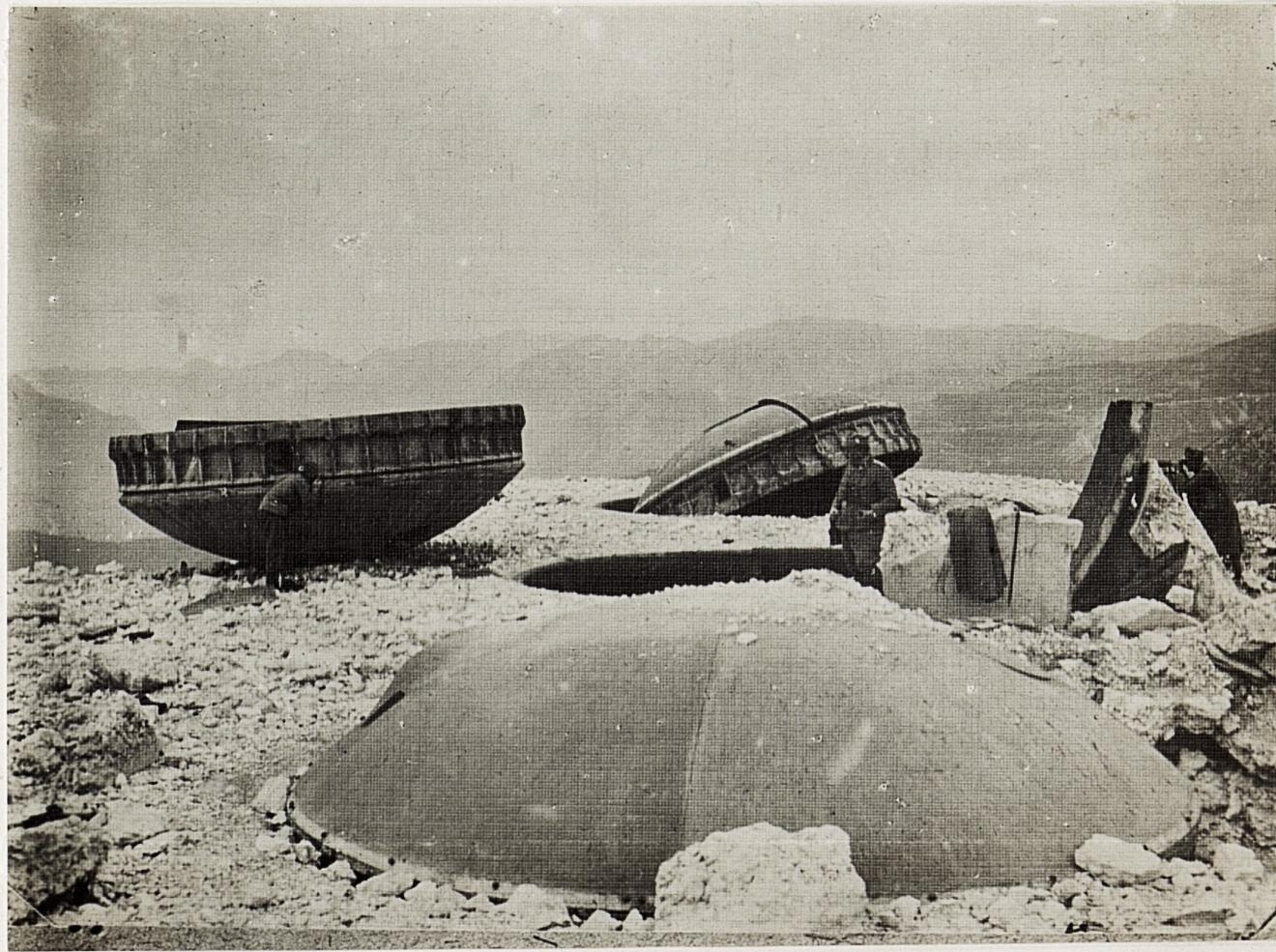
Le cupole corazzate del forte Campolongo divelte dagli obici Skoda e fotografate durante l'offensiva di primavera

Se al centro dell'offensiva i progressi austriaci furono netti, le due ali incontrarono notevoli difficoltà, soprattutto in Vallarsa. L'VIII corpo d'armata, dopo aver riconquistato il Forte Pozzacchio e il Col Santo, venne arrestato sullo Zugna e a Passo Buole dove un piccolo distaccamento di fanti italiani riuscì a resistere ai ripetuti assalti nemici su un terreno particolarmente favorevole alla difesa. L'ulteriore arresto degli austriaci sul Pasubio privò l'offensiva di adeguato supporto sul fianco destro. Anche in Valsugana, dopo una rapida avanzata il fronte si stabilizzò in prossimità di Ospedaletto. Queste difficoltà contribuirono a rallentare notevolmente l'azione delle armate austriache. Anche la natura del terreno rese problematici i collegamenti e i rifornimenti tra le retrovie e le truppe di prima linea che preferivano aspettare che le artiglierie fossero messe in posizione prima di intraprendere nuove azioni. Infatti, per risparmiare uomini, l'arciduca Eugenio aveva emanato direttive secondo le quali fosse opportuno evitare azioni fulminee e pericolose fughe in avanti per attendere il posizionamento dell'artiglieria e garantirsi un appoggio dalle retrovie adeguato.
Il prolungarsi dell'offensiva austriaca favorì quindi l'afflusso di rinforzi italiani in prima linea. Nonostante ciò, da fine maggio alla metà giugno, gli austriaci compirono gli estremi tentativi di sfondamento sulle prealpi vicentine: gli imperiali attaccarono ancora molto duramente e reiteratamente, ma senza successo, il monte Zugna ed il passo Buole in Vallarsa; ed il monte Lemerle (a Cesuna - altopiano dei Sette Comuni), tentando anche di forzare lo sbarramento della val d'Astico e di insidiare l'ultima linea di difesa attestata sui monti della Val Leogra, prima della pianura. I monti Novegno, Ciòve e Brazòme, nel territorio di Schio, furono il teatro sanguinoso degli ultimi cruenti assalti dell'Offensiva di Primavera.
A partire dal 4 giugno, gli austriaci furono improvvisamente costretti a far fronte all'Offensiva Brusilov che travolse le loro prime linee in Bucovina avvantaggiandosi della penuria di uomini e mezzi che da quel fronte erano stati trasferiti in Italia per scatenare l'offensiva di primavera. Questo costrinse Conrad ad interrompere l'offensiva sugli altipiani il 16 giugno e a ritirare progressivamente il fronte sulla linea di Winterstellung mentre parte delle truppe impegnate in Italia venivano trasferite sul fronte orientale. In totale, tra il 15 maggio e il 15 giugno le perdite austro-ungariche assommarono a circa 5000 morti, 23000 feriti, 2000 prigionieri. Quelle italiane a 6000 morti, 20000 feriti, 42000 tra dispersi e prigionieri.

### Controffensiva
Il rallentamento e la ritirata dell'avanzata austriaca diedero l'avvio alla controffensiva italiana, utilizzando i 181000 uomini della 5ª armata appena giunti in Veneto da altri fronti. In particolare l'obiettivo era quello di riconquistare il terreno perduto sull'Altopiano dei Sette Comuni e sul Pasubio. Fu in questo contesto che gli irredentisti Cesare Battisti e Fabio Filzi furono catturati mentre guidavano i loro uomini del battaglione alpino Vicenza alla conquista del Monte Corno. L'attacco non ebbe successo e il battaglione fu quasi del tutto annientato. Tra i 400 prigionieri anche Battisti e Filzi che sarebbero stati arrestati e giustiziati a Trento per tradimento dopo un processo sommario il 12 luglio 1916. Nel maggio 1916 era già stato catturato e condannato a morte l'irredentista roveretano Damiano Chiesa.

Pezzi di artiglieria italiana da 102 mm, mimetizzati, trasportati con autocarri sull'altopiano dei Sette Comuni (Luglio 1916)

Sfortunatamente, la superiorità di uomini messi in campo da Cadorna fu quasi sempre vanificata da una mancanza di ordini chiari e precisi, di un supporto di artiglieria adeguato, dalla scarsa conoscenza del fronte da parte delle truppe e dalla mancanza di equipaggiamenti adeguati alla guerra in montagna. Il risultato fu la mancanza di un qualsiasi sfondamento deciso e il semplice avanzamento delle prime linee italiane di fronte alla nuova linea austriaca attestata su Zugna, Pasubio, monte Majo, val Posina, monte Cimone, val d'Astico, val d'Assa fino a Roana, monte Mosciagh, Monte Zebio, monte Colombara e Ortigara. In molti casi, l'arretramento delle linee austriache avvenne senza che nessuno se ne accorgesse. Nel complesso, fu comunque riconquistato metà del territorio perduto. Gran parte delle nuove linee, tranne rare eccezioni, erano solo a una manciata di chilometri dalla linea del fronte del 15 maggio. Tuttavia, le nuove posizioni italiane rimasero esposte ad attacchi nemici; come ricorda Giulio Douhet:
Il 27 luglio, Pecori Giraldi interruppe qualunque azione controffensiva, essendo evidente il bisogno di un riordinamento operativo e organizzativo delle linee italiane, ora più estese richiedendo quindi un numero maggiore di uomini per essere presidiate rispetto alla situazione precedente al 15 maggio. La controffensiva costò al Regio Esercito 57400 morti e feriti e 14200 tra prigionieri e dispersi. Gli austriaci contarono 27900 morti e feriti e 25000 tra dispersi e prigionieri.

## Conseguenze

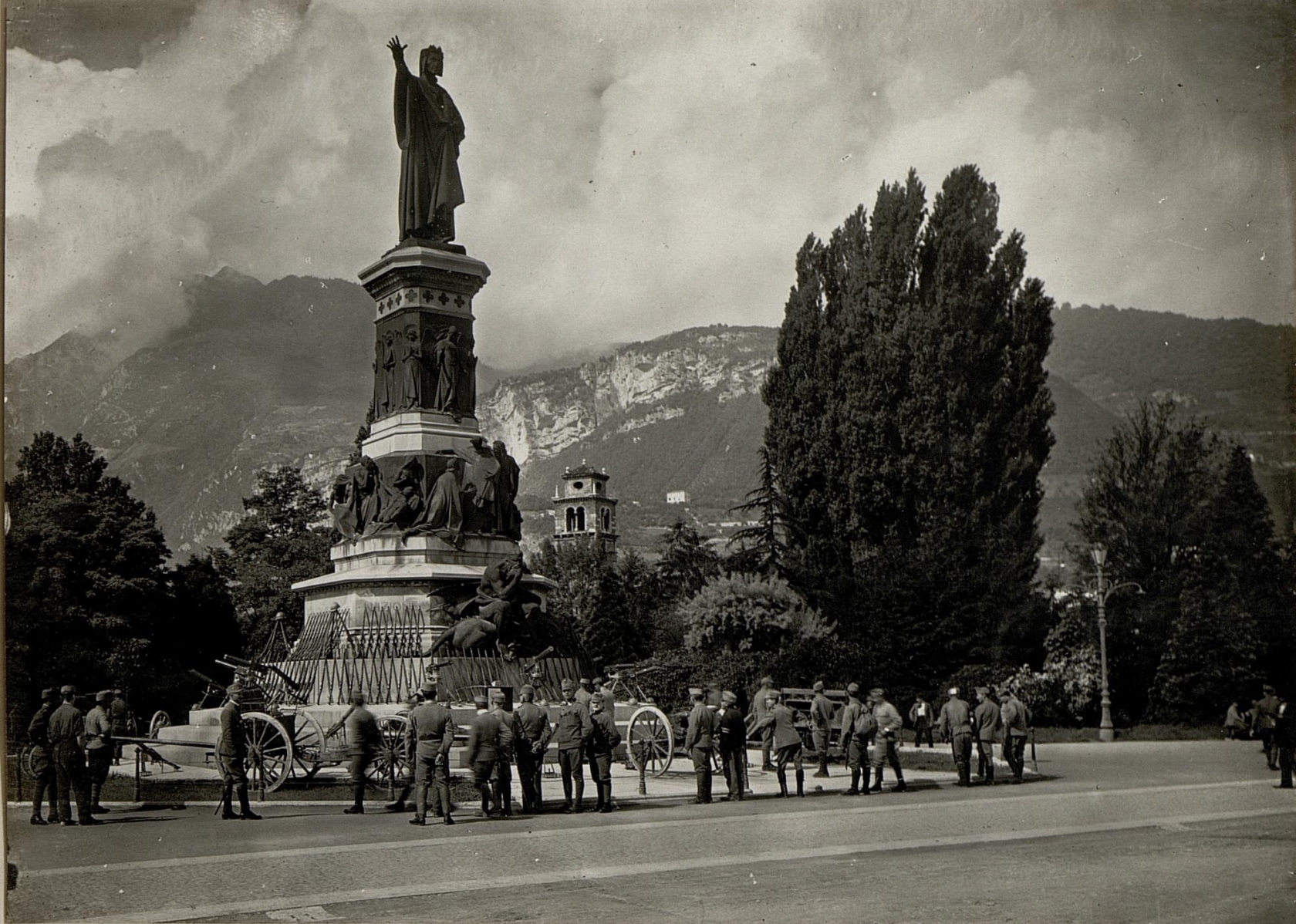
Armi italiane catturate durante le prime fasi dell'offensiva in mostra a Trento in Piazza Dante.

La Battaglia degli Altopiani mise in luce diversi limiti dei due eserciti in campo. Da un lato l'Austria-Ungheria mostrava una netta superiorità in fatto di artiglieria pesante. Allo stesso tempo però si mostrava carente in fatto di uomini e di pianificazione logistica. Il fatto di non godere di nessun appoggio da parte tedesca fece anche sì che il fronte orientale risultasse fortemente sguarnito di fronte all'offensiva Brusilov e che l'avanzata sugli Altopiani dovesse essere interrotta per trasferire d'urgenza più divisioni dal fronte alpino a quello orientale. La sottovalutazione della minaccia russa fu quindi un grande errore di valutazione austriaco. Questo grande dispendio di uomini e mezzi fece sì che gli austriaci non fossero più in grado di sferrare autonomamente nuove offensive. Anche la presa di Gorizia fu sul punto di far collassare l'esercito imperiale.

Da parte italiana, si palesarono tutti i limiti dei comandanti, sia dal punto di vista strategico che della preparazione difensiva del fronte alla vigilia dell'offensiva. Inoltre mostrarono di aver sottovalutato gli avversari. Allo stesso modo fu evidente l'inferiorità dell'artiglieria che non riuscì mai a supportare adeguatamente la fanteria. D'altra parte, il Regio Esercito riuscì a dimostrare una grande superiorità logistica che gli permise di movimentare enormi masse di truppe in poco tempo garantendosi anche una superiorità di uomini, anche se poi questi ultimi vennero spesso sacrificati in assalti poco coordinati e senza ordini chiari.

Asiago distrutta

Inoltre le battaglie come questa iniziavano a far capire, come già stava avvenendo per la battaglia di Verdun e per la Battaglia della Somme, che strategicamente si seguivano modelli superati e che i principi che regolavano un conflitto così strutturato avrebbero dovuto mutare. Insegnamenti che poi sarebbero stati applicati in occasione della Battaglia di Caporetto con l'infiltrazione tra le linee di piccole pattuglie invece di un violento assalto frontale.
Politicamente, i più grandi sconvolgimenti si ebbero in Italia. La prima fase della Strafexpedition provocò una grave crisi politica, con la sostituzione del governo Salandra II con il governo Boselli di unità nazionale (esclusi i socialisti), che poté godere inizialmente dell'entusiasmo successivo al fallimento della Strafexpedition e alla presa di Gorizia. A livello popolare, poi, destò grande scalpore la morte o la cattura (e la conseguente esecuzione) di alcuni tra i più illustri e conosciuti personaggi dell'irredentismo italiano, quali Fabio Filzi, Damiano Chiesa e Cesare Battisti. La vita e la morte di questi personaggi avrebbero guidato, in Italia, molte delle campagne d'arruolamento e molta parte della letteratura propagandistica del periodo.
A livello istituzionale, il 25 maggio il consiglio dei ministri deliberò che il generale Roberto Brusati fosse sollevato dal comando. Cadorna infatti non aveva comunicato al governo la destituzione di Brusati avvenuta due settimane prima. Brusati fu quindi oggetto di una campagna diffamatoria volta a screditarlo a seguito del collasso della sua ex-armata, ma nel 1919 ottenne di essere riabilitato dal parlamento. Due settimane dopo, Il Presidente del Consiglio dei ministri Antonio Salandra fu sfiduciato dal parlamento. Prese il suo posto Paolo Boselli, decano della Camera, il quale aumentò il numero dei ministri come manovra politica atta a soddisfare il maggior numero possibile di capigruppo e creare un governo quanto più unito possibile; eppure, le capacità decisionali del Parlamento italiano ne risultarono ancor più indebolite. Come Ministro degli affari esteri rimase Sidney Sonnino. L'entusiasmo seguito alla presa di Gorizia nel corso della Sesta battaglia dell'Isonzo portò a una decisione che Salandra aveva accuratamente evitato: il 27 agosto venne consegnata agli ambasciatori dell'Impero Germanico la dichiarazione di guerra, che di fatto integrava l'Italia nel conflitto mondiale da quello che fino ad allora era rimasto come un regolamento di conti con l'Austria-Ungheria.

### Libri
- Enrico Acerbi, Strafexpedition, Novate Valdagno, Gino Rossato Editore, 2007, ISBN 978-8881300068.
- Gerhard Artl, La Strafexpedition nel quadro della guerra austriaca, in Vittorio Corà e Paolo Pozzato (a cura di), 1916. La Strafexpedition, Treviso, Gaspari editore, 2003.
- Peter Fiala, Il feldmaresciallo Franz Conrad von Hötzendorf. Biografia storico-militare (1852-1925), Novate Valdagno, Gino Rossato Editore, 1990.
- Luigi Cadorna, La guerra alla fronte italiana, Roma, BastogiLibri, 2019  [1921], ISBN 9788855010146.
- Gianni Baj-Macario, La "Strafexpedition". L'offensiva austriaca del Trentino, Milano, Corbaccio, 1934.
- Roberto Bencivegna, Saggio critico sulla nostra guerra, I-V, Roma, Tipografia Agostiniana, 1933.
- Attilio Frescura, Diario di un imboscato, Milano, Mursia, 2015  [1919], ISBN 9788842555742.
- Diego Leoni, La Guerra Verticale, Torino, Einaudi, 2015, ISBN 9788806237189.
- Diego Leoni (a cura di), Cosa videro quegli occhi! Uomini e donne in guerra: 1913-1920, I-II, Rovereto, Laboratorio di storia di Rovereto, 2018, ISBN 9788897402558.
- Stato Maggiore dell'Esercito - Ufficio Storico (a cura di), L'esercito italiano nella grande guerra (1915–1918), I-IV, Roma, Istituto poligrafico dello Stato, 1931.
- Ministero della Guerra, Stato Maggiore Centrale - Ufficio Storico (a cura di), Guerra Italo-Austriaca 1915–1918. Le medaglie d'Oro., II, Roma, Stabilimento Poligrafico Amministrazione Guerra, 1923.
- Piero Pieri, L'Italia nella prima guerra mondiale, Torino, Einaudi, 1971.
- Willibald Richard Rosner, Fortificazione e Operazione, a cura di Nicola Fontana, Trento, Curcu & Genovese, 2016, ISBN 9788868761240.
- Walter Schaumann, Dall'Ortles all'Adriatico Immagini del fronte italo-austriaco 1915–1918, M&C Editori, 1993.
- (EN) Lawrence Sondhaus, Franz Conrad von Hötzendorf: architect of the apocalypse., BRILL, 2000, ISBN 978-0-391-04097-7.
- Lawrence Sondhaus, Franz Conrad von Hötzendorf. L'anti Cadorna, Gorizia, Libera Editrice Goriziana, 2003, ISBN 9788886928595.
- Fritz Weber, Guerra sulle Alpi. 1915-1917, Milano, Mursia, 2016  [1935], ISBN 9788842553793.
- Fritz Weber, Tappe della disfatta, Milano, Mursia, 2016  [1933], ISBN 9788842553793.

### Mostre
- I trentini nella guerra europea - Le Gallerie di Piedicastello (Trento)
- Cosa videro quegli occhi! Uomini e donne in guerra: 1913 - 1920 - Museo civico di Rovereto (Rovereto)